# White City Stadium
White City Stadium byl víceúčelový stadion ve čtvrti Hammersmith a Fulham v Londýně, sloužící zejména pro fotbal a atletiku. Pojal až 93 000 diváků. Otevřen byl v roce 1908 a byl hlavním dějištěm Letních olympijských her 1908. Posléze se zde konaly i motocyklové závody a závody chrtů. V roce 1934 se zde uskutečnily Hry Commonwealthu. V roce 1985 byl stadion White City zbořen a na jeho místě vznikl kancelářský komplex White City Place.